# Arkadi Dvorkóvich
Arkadi Vladímirovich Dvorkóvich (en ruso: Арка́дий Влади́мирович Дворко́вич; 26 de marzo de 1972) es un funcionario y economista ruso, actual presidente de la FIDE. Fue vice primer ministro en el gabinete de Dmitri Medvédev desde el 21 de mayo de 2012 hasta el 7 de mayo de 2018. Anteriormente fue asistente del presidente de la Federación Rusa desde mayo de 2008 hasta mayo de 2012.
Dvorkóvich es considerado un confidente cercano de Dmitri Medvédev y una figura importante en la política rusa. Saltó a la fama durante la presidencia de Medvédev, pero recientemente ha sufrido el resurgimiento de Igor Sechin. Desde 2015, también es presidente de la junta directiva de la empresa RZhD.
El padre de Dvorkóvich, Vladímir Dvorkóvich, fue árbitro internacional de ajedrez. Dvorkóvich es un funcionario de la Federación Rusa de Ajedrez y fue elegido presidente de la FIDE en octubre de 2018, sucediendo a Kirsán Iliumzhínov.

## Educación
- Universidad Estatal de Moscú, Facultad de Economía (1994)[6]
- New Economic School (1994)[6][7]
- Universidad Duke (1997)[6]

## Carrera

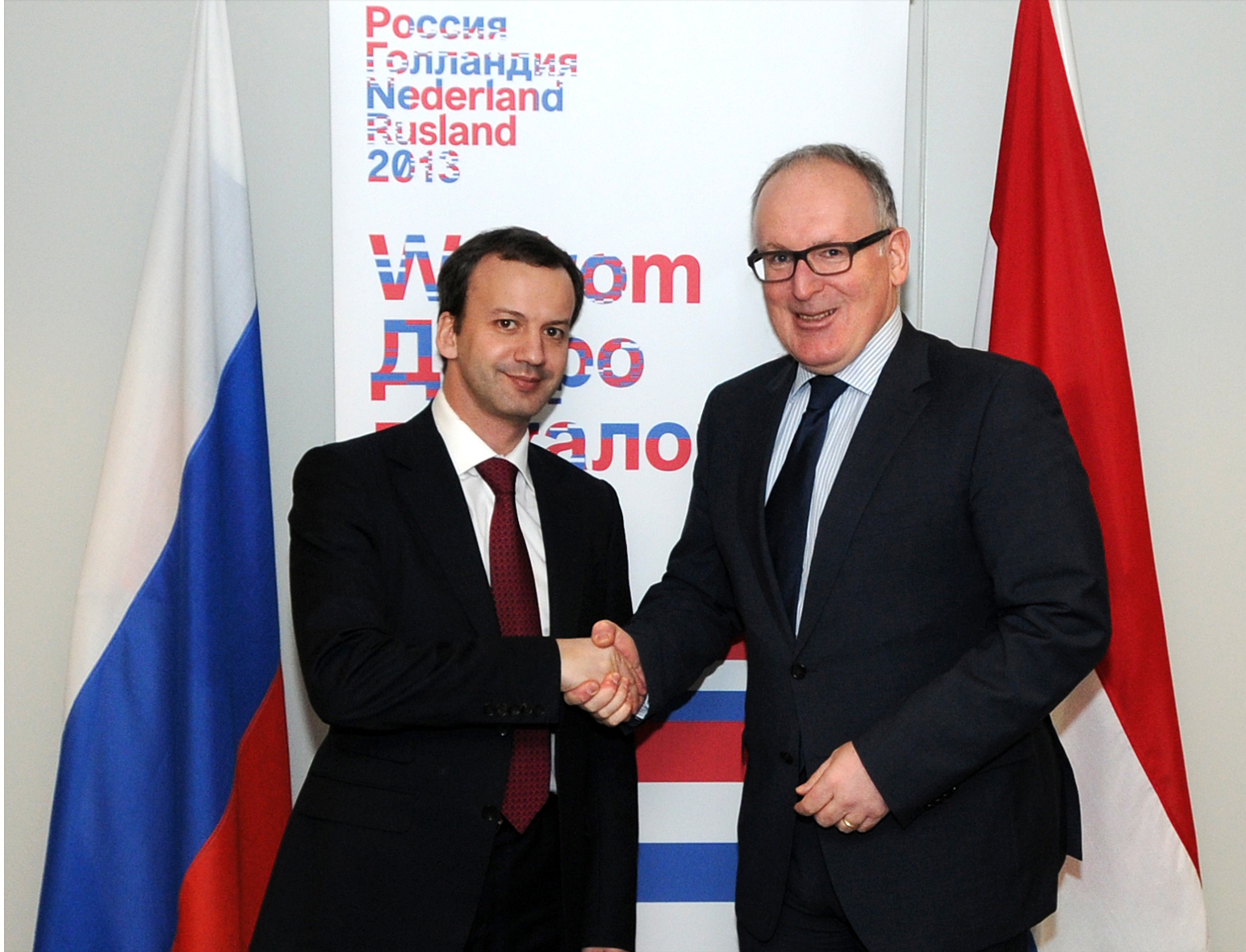
Dvorkóvich con el ministro de Relaciones Exteriores neerlandés Frans Timmermans, 6 de marzo de 2013

- Desde 1994: consultor, experto sénior, CEO, director científico del Grupo de Expertos Económicos del Ministerio de Finanzas de Rusia.
- Desde 2000 - experto en el "Centro de Investigación Estratégica"
- Desde agosto de 2000: asesor del Ministro de Desarrollo Económico de la Federación Rusa, German Gref
- Desde 2001 - Viceministro de Desarrollo Económico de la Federación Rusa
- Desde abril de 2004 - Jefe del Grupo de Expertos del Presidente de la Federación de Rusia
- Desde el 13 de mayo de 2008 - Asistente del presidente de la Federación de Rusia
- 21 de mayo de 2012 hasta el 7 de mayo de 2018 - Viceprimer Ministro de Rusia

En 2018, se desempeñó como presidente del Comité Organizador Local de la Copa Mundial de la FIFA Rusia 2018, colaborando estrechamente con el presidente de la FIFA, Gianni Infantino, quien luego lo elogió por su trabajo. Posteriormente, el 3 de octubre de 2018, fue elegido presidente de la FIDE, obteniendo 103 votos, por delante de los 78 votos del vicepresidente de la FIDE, Georgios Markropoulos; señaló que el GM inglés Nigel Short retiró su candidatura sólo minutos antes de que comenzara la votación.
Algunos de los intereses profesionales de Dvorkóvich son la regulación económica, la gestión financiera y la planificación fiscal. Según BusinessWeek (2003) Arkadi fue incluido en la lista de 50 líderes mundiales potenciales.
Dvorkóvich habla ruso, inglés y alemán.[cita requerida]

## Honores y premios
- Orden al Mérito por la Patria 4.ª clase
- Orden de honor
- Medalla de 2a clase de la Orden del Mérito de la Patria
- Medalla "En conmemoración del 1000 aniversario de Kazán"
- Orden al Mérito de la República Italiana